# Бартоломью, Кен
Кеннет «Кен» Элдред Бартоломью (англ. Kenneth "Ken" Eldred Bartholomew; 10 февраля 1920, Леонард, штат Северная Дакота, США — 9 октября 2012) — американский конькобежец, серебряный призёр Олимпиады в Санкт-Морице (1948) на дистанции 500 метров.

## Спортивная карьера
Выступал за Lawrence Wennell Powderhorn Skating Club. Являлся 14-кратным чемпионом США (1939, 1941, 1942, 1947, 1950-57, 1959, и 1960), трёхкратным чемпионом Северной Америки (1941, 1942 и 1956). На зимних Олимпийских играх в Санкт-Морице (1948) завоевал серебряную медаль в забеге на дистанции 500 м с результатом 43,2 с, показав одно время с соотечественником Бобби Фицджеральдом и норвежцем Томасом Бубергом.
По окончании спортивной карьеры работал монтером в компании Northwestern Bell. Он также владел деревообрабатывающим производством. В 1974 г. на Олимпийских играх для ветеранов в Лейк-Плэсиде завоевали золотые медали на дистанциях 200 м, 500 м, 1000 м и 1500 м.
В 1959 г. он был введен в Зал спортивной славы штата Миннесота, а в 1968 г. — в Национальный зал славы конькобежного спорта.
Его братья Эрл и Карл также были известными спортсменами. Эрл — профессиональный хоккеист, введен в Зал хоккейной Славы Соединенных Штатов (1977), Карл был мировым рекордсменом по беспрерывному скоростному бегу на коньках со временем 54,5 часов.